# Ástrid Janer
Ástrid Janer (Andorra, 23 de julio de 1995) es una actriz y modelo andorrana, más conocida por interpretar el papel de Natalia Quesada en la telenovela Acacias 38.

## Biografía
Ástrid Janer nació el 24 de julio de 1995 en Andorra, además de español, domina el inglés, el catalán y el francés.

## Carrera
Ástrid Janer finalizó su formación en la escuela de actuación La Bobina de Barcelona y completa su formación con cursos de clown e improvisación. Además, su interés por el arte va más allá de la actuación, ya que la ilustración es una de sus pasiones, habiéndose licenciado en Bellas Artes, por la Universidad de Barcelona.
En 2018 protagonizó la obra La casa de la fuerza de Angélica Liddell, en La Bobina. Ese mismo año participó en el programa de televisión Club Clan de RTVE.
En el 2019 hizo su primera aparición en la pantalla chica en la serie Los Lunnis. En 2019 y 2020 interpretó el papel de Lola en la serie El nudo. En 2020 interpretó el papel de Nuria en el cortometraje Nido: Nest dirigido por Carmina Riquelme. Ese mismo año forma parte del reparto de la película Una vida asegurada dirigida por Jesús Martínez Nota.
En 2020 y 2021 fue elegida para interpretar el papel de Natalia Quesada en la telenovela transmitida por La 1 Acacias 38, la cual protagonizó hasta la muerte de su personaje.
En 2024 se unió al reparto de La encrucijada, serie de televisión para Atresplayer y Antena 3 que sería estrenada en 2025.

## Filmografía

### Cine
| Año  | Título             | Director            |
| ---- | ------------------ | ------------------- |
| 2020 | Una vida asegurada | Jesús Martínez Nota |

### Televisión
| Año       | Título         | Personaje       | Notas         |
| --------- | -------------- | --------------- | ------------- |
| 2019      | Los Lunnis     |                 |               |
| 2019-2020 | El nudo        | Lola            | 13 episodios  |
| 2020-2021 | Acacias 38     | Natalia Quesada | 118 episodios |
| 2025      | La encrucijada | Amanda Oramas   |               |

### Cortometraje
| Año  | Título     | Director         |
| ---- | ---------- | ---------------- |
| 2019 | Nido: Nest | Carmina Riquelme |

## Teatro
| Año  | Título               | Autor            |
| ---- | -------------------- | ---------------- |
| 2018 | La casa de la fuerza | Angélica Liddell |

## Programas de televisión
| Año  | Título    | Autor |
| ---- | --------- | ----- |
| 2018 | Club Clan | RTVE  |